# Jacob Holm (konstnär)
Jacob Holm var en svensk konterfejare och dekorationsmålare, verksam omkring 1630-1650.
Han var anlitad av pfalzgreven Johan Kasimir och utförde för hans räkning omfattande dekorationsmålningar på Skenäs slott i Östergötland. Han blev dömd till döden 1652 i Norrköping efter att han utfört ett dråp. Han bad då Johan Kasimir och prins Carl Gustaf om att de skulle lägga fram han sak och vädja till drottning Kristina om benådning för att hans stora barnaskara inte skulle behöva stå på bar backe. 